# Michael Burns
Michael R. Burns (Long Branch, 21 agosto 1958) è un produttore cinematografico statunitense, cresciuto a New Canaan.
Burns è diventato il vice presidente della Lionsgate nel marzo 2000.
È stato sposato con l'attrice Lori Loughlin dal 1989 al 1996, si è risposato con l'attrice Pell James nel 2006.